# Dylan Penn

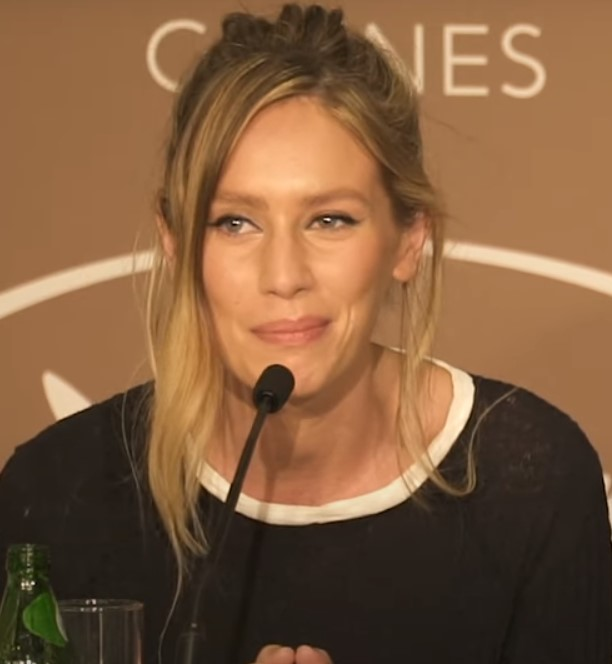
Dylan Penn (2021)

Dylan Frances Penn (* 13. April 1991 in Los Angeles, Kalifornien) ist ein US-amerikanisches Model und Schauspielerin.

## Leben
Dylan Penn wurde 1991 in Los Angeles als Tochter von Sean Penn und Robin Wright geboren und wuchs in Ross im US-Bundesstaat Kalifornien auf. Ihr jüngerer Bruder, Hopper Penn, ist, wie sie selbst und ihre Eltern, als Schauspieler tätig.
Nach der Highschool zog sie nach New York City, arbeitete als Model unter anderem für GAP und war in den Magazinen GQ, W und Elle sowie im Dezember 2014 auf dem Cover der italienischen Ausgabe der L'Officiel zu sehen. 2015 gab sie mit der Hauptrolle in der Horror-Filmkomödie Condemned ihr Schauspieldebüt. 2016 war sie in einer Nebenrolle in der Tragikomödie Elvis & Nixon, mit Kevin Spacey als Richard Nixon und Michael Shannon als Elvis Presley, zu sehen.
In dem Familiendrama Flag Day (2021) übernahm Penn an der Seite ihres Vaters die Rolle der Filmtochter. Sean Penn führte bei dem Film auch die Regie. In dem Filmdrama Signs of Love von Clarence Fuller, das im Juni 2022 beim Brooklyn Film Festival seine Premiere feierte, spielt sie an der Seite ihres Bruders Hopper Penn.

## Filmografie (Auswahl)
- 2015: Condemned
- 2016: Elvis & Nixon
- 2018: Unregistered (Kurzfilm)
- 2021: Flag Day
- 2022: Signs of Love
- 2023: Who Invited Charlie?